# بخش فیروز
بخش فیروز یکی از بخش‌های تابعه شهرستان کوثر در استان استان اردبیل ایران است. شهر فیروزآباد مرکز اداری بخش فیروز میباشد. 

## تقسیمات کشوری
- بخش فیروز
  - دهستان زرج آباد
  - دهستان سنجید جنوبی

## جمعیت
بنابر سرشماری مرکز آمار ایران، جمعیت بخش فیروز شهرستان کوثر در سال ۱۳۸۵ برابر با ۷۰۰۶ نفر بوده است.
جهت اطلاعات بیشتر به سایت WWW.FIROUZNEWS.IRمراجعه شود